# Ouragan Maria (2011)
Pour les articles homonymes, voir Cyclone tropical Maria.
L’Ouragan Maria est la treizième tempête de la Saison cyclonique 2011 dans l'océan Atlantique nord mais seulement la troisième à devenir un ouragan. Elle s'est développée depuis une onde tropicale est-africaine le 6 septembre 2011, ce qui en fait un ouragan capverdien, puis s'est dirigée vers les Petites Antilles avant que sa trajectoire ne recourbe en un arc de cercle vers le nord. Maria est restée au large des terres habitées la majorité de sa vie et n'est devenu un ouragan que tardivement le 15 septembre. Elle n'a touché terre que dans les Petites Antilles et sur la pointe sud-est de Terre-Neuve au Canada où elle n'a fait que des dégâts mineurs. Après être passée au large de Terre-Neuve, Maria est devenu extra-tropicale et a fusionné avec une importante dépression au sud du Groenland.

## Évolution météorologique
Une onde tropicale au sud-ouest des îles du Cap-Vert associée à une zone de convection s'est développée le 5 septembre. Le système se forme rapidement, et s'associe à une zone dépressionnaire. Le système se forme rapidement et est classifié en tant que quatorzième dépression tropicale en date du 6 septembre. La dépression s'intensifie en tempête tropicale le 7 septembre et reçoit son nom, alors qu'elle se dirige à l'ouest. Cependant, à cause du cisaillement des vents en altitude, le système désormais perd un peu de son intensité. Tôt le 8 septembre, les vents de Maria atteignent 80 km/h mais faiblirent ensuite à la suite de son entrée dans une nouvelle zone de cisaillement, le National Hurricane Center pensa même que Maria pourrait revenir au niveau de dépression tropicale,,.
La tempête tropicale Maria a frappé les îles Sous-le-Vent des Petites Antilles le 9 septembre alors que ses vents étaient de 75 km/h. Sa trajectoire tourna alors vers le nord-ouest, longeant très lentement la chaîne d'îles, et ses nuages demeurèrent très désorganisés. Le 11 septembre en soirée, Maria était à peine à 200 km au nord de San Juan (Porto Rico), avec une pression centrale de 1 005 hPa, des vents de 95 km/h et se déplaçait à 17 km/h. Sa trajectoire s'est ensuite graduellement recourbée vers le nord, passant loin au large des Grandes Antilles. Le 14 septembre en soirée, Maria se retrouvait à 600 km au sud-ouest des Bermudes et son intensité avait légèrement crû.
Le 15 septembre au matin, Maria commença à accélérer et à tourner vers le nord-est alors qu'elle était entre la côte des États-Unis et les Bermudes, toujours en plein océan. Sa profondeur était de 991 hPa, ses vents de 110 km/h et son déplacement de 48 km/h. Il s'ensuivit un rapide développement et Maria devint le troisième ouragan de la saison 2001, vers 17 h ce jour-là alors qu'elle se trouvait à 330 km au nord-nord-ouest des Bermudes. Ses vents atteignaient 125 km/h et sa pression centrale 985 hPa.
Le 16 septembre au matin, Maria se déplaçait à plus de 70 km/h vers la péninsule d'Avalon de l'île canadienne de Terre-Neuve en tant qu'ouragan de catégorie 1. À 14 h locale, elle n'était plus qu'à 60 km de Cape Race, se déplaçant à 87 km/h vers le nord-est et atteignant une pression centrale de 983 hPa. À 17 h, elle était devenue post-tropicale et se trouvait à 235 km au nord-est du même point.

## Préparations et impact
Maria resta en mer la plupart de sa vie. Des alertes à la tempête tropicale ont été diffusées un peu partout dans les Petites Antilles le 9 septembre. Elles furent terminées dès le 10 parce que l'activité orageuse était loin du centre de la tempête. Des accumulations de pluie supérieures à 70 mm furent notées sur le nord de la Martinique.
Quelques citernes débordèrent dans les Îles Vierges des États-Unis. À Porto Rico, les fortes pluies ont causé quelques inondations et glissements de terrain.
Maria passa loin au large des Bermudes le 15 septembre, alors qu'une alerte cyclonique avait été émise pour le pays dès le 13 pour les effets indirects. Les bandes externes du système ont seulement donné de fortes rafales et des bandes de pluies Les vents maximaux furent enregistrés à Commissioners Point où ils atteignirent 83 km/h avec des rafales à 111 km/h.
Elle toucha finalement la pointe sud-est de Terre-Neuve, Canada, déclassée à tempête tropicale juste avant de toucher terre. Un avertissement d'ouragan étaient en vigueur et le spectre de l’ouragan Igor, passant au même endroit l’année précédente, fit craindre le pire. Elle fut accompagnée de fortes précipitations et de rafales pouvant atteindre 100 à 120 km/h le 16 septembre. Maria a surtout affecté le secteur s'étendant entre Placentia Bay et Cape Race, à l'extrémité sud de la péninsule d'Avalon. Les vents atteignirent 124 km/h à une bouée météorologique au large de l'île. Elle est passée si rapidement que St-Jean, n'a reçu que 20 mm de pluie et personne ne fut blessé. Des écoles ont été fermées, et des vols annulés. Dans le département d'outre-mer français de Saint-Pierre-et-Miquelon, à l'ouest de la trajectoire, la houle associée a atteint les 5 mètres, 63 mm de pluie furent enregistrés à l'aéroport et les vents ne dépassèrent pas les 100 km/h.
En après-midi, les autorités levèrent l'avertissement d'ouragan qui visait le sud-est de l'île de Terre-Neuve. Les habitants du Labrador et de la côte nord de Terre-Neuve continuèrent à subir des vents forts à violents au lendemain du passage de l'ouragan Maria, à la suite du passage d'une dépression s'étant formée près du détroit de Belle-Isle au même moment.